# ميغيل دي لوس سانتوس
ميغيل دي لوس سانتوس (بالإسبانية: Miguel de los Santos Vilches)‏ هو منافس ألعاب قوى إسباني، ولد في 9 أغسطس 1973 في أسطبونة في إسبانيا.

## وصلات خارجية
- ميغيل دي لوس سانتوس على موقع الاتحاد الدولي لألعاب القوى (الإنجليزية)
- ميغيل دي لوس سانتوس على موقع أوليمبيديا (الإنجليزية)